# Francisco Mejía
Francisco José Mejía (Baní, 27 ottobre 1995) è un giocatore di baseball dominicano, ricevitore per i Tampa Bay Rays della Major League Baseball (MLB).

## Carriera

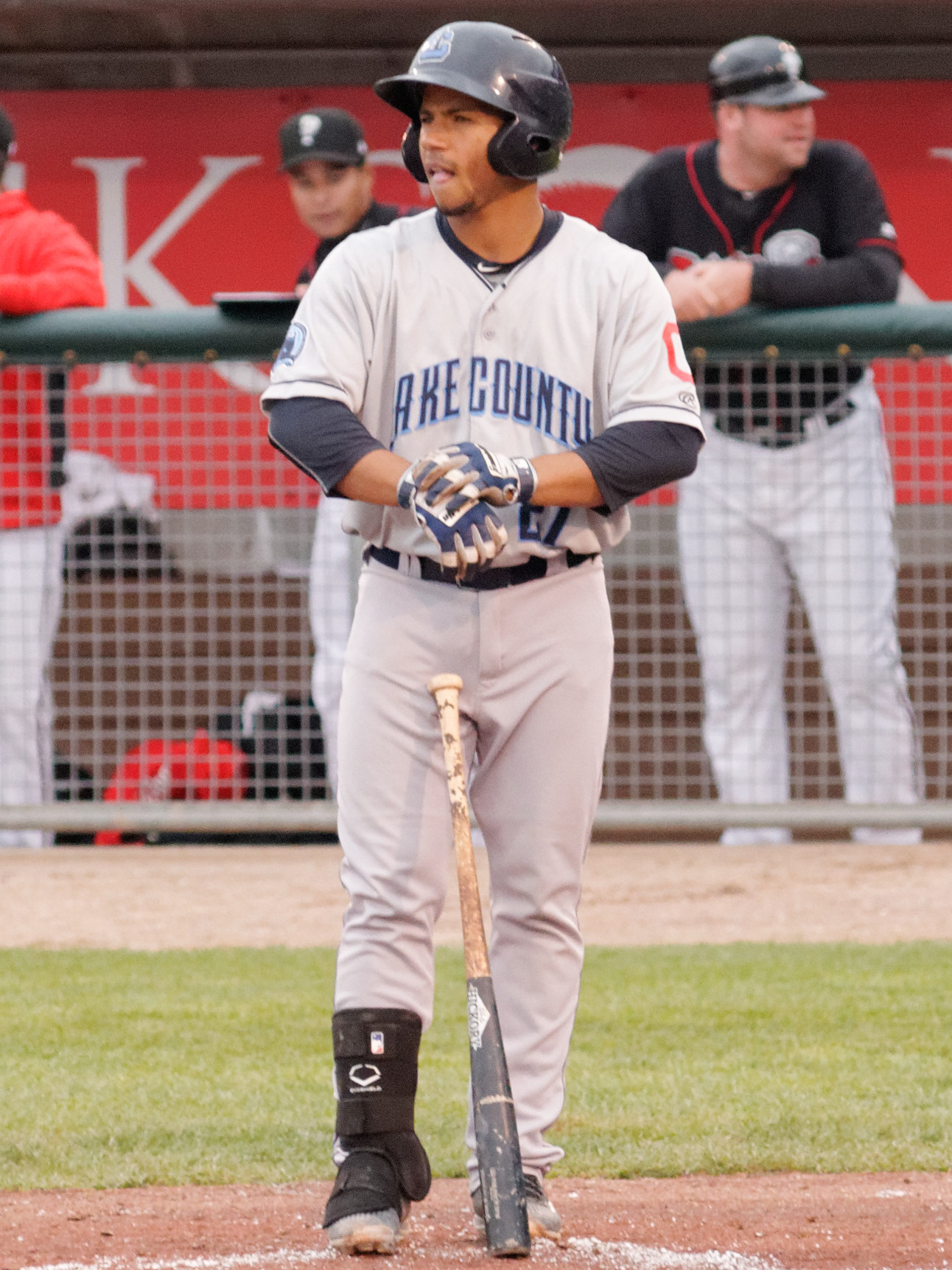
Mejía con i Lake County Captains nel 2016

### Minor League (MiLB)
Nel luglio 2012, Mejía firmò con i Cleveland Indians un contratto di oltre 100,000 dollari come free agent internazionale. Debuttò nella Minor League Baseball nel 2013 con gli Arizona Indians della classe Rookie. Nel 2014 giocò per i Mahoning Valley Scrappers nella classe A-breve. Trascorse il 2015 con i Lake County Captains di classe A nella Midwest League. Nel giugno 2016 fu promosso nei Lynchburg Hillcats in classe A-Avanzata. Mejía giocò anche nella stagione 2016-17 della Dominican Winter League, con gli Estrellas de Oriente. Iniziò la stagione 2017 in Doppia-A con gli Akron RubberDucks.

### Major League (MLB)
Debuttò nella MLB il 1º settembre 2017, al Comerica Park di Detroit contro i Detroit Tigers, terminando la stagione con 11 partecipazioni in prima squadra. Iniziò la stagione 2018 in Tripla-A con i Columbus Clippers. 
Il 19 luglio 2018 i Padres scambiarono Mejía con i San Diego Padres, in cambio di Brad Hand e Adam Cimber. Inizialmente assegnato agli El Paso Chihuahuas in Tripla-A, i Padres richiamarono Mejía in Major League il 4 settembre 2018. Il 16 settembre colpì il suo primo grand slam nel nono inning in situazione di parità 3-3, chiudendo la partita e consegnando la vittoria ai Padres per 7-3.
Il 29 dicembre 2020, i Padres scambiarono Mejía, assieme ai giocatori di minor league Luis Patiño, Blake Hunt e Cole Wilcox, con i Tampa Bay Rays per Blake Snell.